# Yisha'ayahu Schwager
Yisha'ayahu Schwager (in ebraico ישעיהו שווגר‎?; Polonia, 10 febbraio 1946 – 31 agosto 2000) è stato un calciatore israeliano, di ruolo difensore.

## Carriera
Prese parte con la Nazionale israeliana ai Giochi olimpici del 1968 ed ai Mondiali del 1970.